# CATO
Con l'acronimo CATO ("Catapult Assisted Take Off" - "Decollo assistito da catapulta") si intende un sistema di decollo assistito, che impiega una catapulta, per fornire all'aeromobile la velocità necessaria a garantire la portanza delle ali quindi il sostentamento in volo.